# Köpenicker Straße
Die Köpenicker Straße, umgangssprachlich auch „Köpi“ genannt, ist eine nach dem heutigen Berliner Ortsteil Köpenick benannte Straße in den Ortsteilen Mitte und Kreuzberg.

## Lage und Verlauf

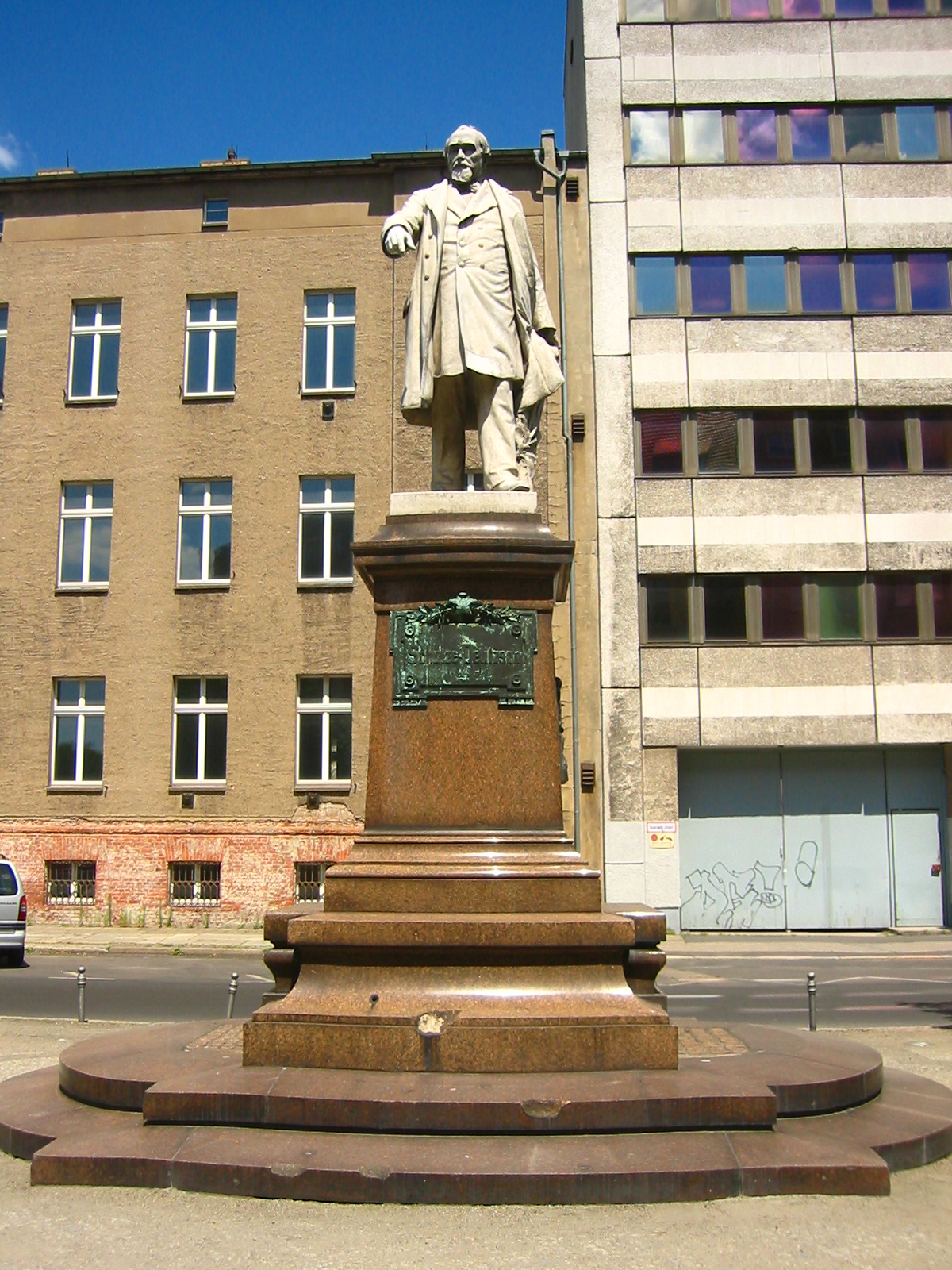
Denkmal für Hermann Schulze-Delitzsch am gleichnamigen Platz, der den Beginn der Köpenicker Straße markiert

Die Köpenicker Straße ist etwa zwei Kilometer lang und verläuft nahezu parallel zur Spree unweit ihres linken südlichen Ufers. Das nordwestliche Ende der Straße beginnt als Fortsetzung der Inselstraße an der Neuen Jakobstraße bzw. am Schulze-Delitzsch-Platz in der Ortslage Luisenstadt im Bezirk Mitte. Nach etwa 180 Metern bildet sie mit der von Südwesten auf sie treffenden Heinrich-Heine-Straße, die sich nordöstlich der Köpenicker Straße in der Brückenstraße fortsetzt, eine Kreuzung. Der nördliche Ausgang des U–Bahnhofs Heinrich–Heine–Straße befindet sich in einem Eckhaus der Köpenicker Straße (Nr. 79) und steht unter Denkmalschutz. Etwa 800 Meter weiter südöstlich kreuzt der Bethaniendamm die Köpenicker Straße. Hier befindet sich die Bezirksgrenze zwischen Mitte und Friedrichshain-Kreuzberg. Südöstlich dieser Kreuzung verläuft die Köpenicker Straße auf dem Gebiet des Ortsteils Kreuzberg. Das südöstliche Ende der Straße liegt nahe dem U-Bahnhof Schlesisches Tor, wo die Köpenicker Straße am historischen Schlesischen Tor mit der Skalitzer Straße – die dort in die Oberbaumstraße übergeht – eine Kreuzung bildet und in die Schlesische Straße mündet.

## Geschichte

### Vor 1800
Die heutige Köpenicker Straße wurde 1589 auf Befehl des Kurfürsten Johann Georg als Ausbau eines bereits zuvor bestehenden Heerweges von Berlin nach Köpenick angelegt. In ihrer Anfangszeit diente diese Straße nicht zuletzt für den Weg des Kurfürsten zu seinem Jagdschloss in Köpenick, dem Schloss Köpenick. Bevor die Straße als Ganzes in Köpenicker Straße benannt wurde, trugen Teile der Straße verschiedene andere Namen. So sind Der lange Damm, Weidendamm, Die neue Trift und Der neue Damm historische Namen dieser Straße und ihrer Teilabschnitte. Historische Schreibweisen des auch heute noch bestehenden Straßennamens sind Cöpnicksche Straße (1723), Köpnicker Straße (1789) und später auch Cöpenicker Straße.
Um 1700 ließen sich in der Umgebung der Köpenicker Straße französische Religionsflüchtlinge, Hugenotten, nieder.

### 1800–1945
Im Zuge der Industrialisierung und der verkehrsmäßigen Erschließung großer Teile der Berliner Innenstadt siedelten sich entlang der Köpenicker Handelsunternehmen und Fabriken an, darunter beispielsweise die sich über vier Innenhöfe erstreckende Papier- und Briefumschlagfabrik Bretschneider & Graeser (Hausnummern 36–38) und die Stock Motorrad AG (Hausnummern 48/49). Die meisten erhaltenen Gebäude sind inzwischen weitestgehend denkmalgeschützt sind wie (heutige Hausnummer 40/41) die Norddeutschen Eiswerke mit einem Kühlhaus, (Hausnummern 16/17 und 22) Speicherhäuser der Berliner Hafenanlagen BEHALA (Viktoriaspeicher I und II), Gewerbehöfe, eine Textilfabrik (Velvet), die Nähmaschinenfabrik Singer, eine Bank, die 1874 gegründete Fabrik für elektro-medizinische Apparate Hartwig (in der Köpenicker Straße 145–147) und viele andere Unternehmen.
Dagegen wurden in der Gründerzeit lange Straßenzeilen mit Wohngebäuden gebaut, soweit diese den Zweiten Weltkrieg überstanden haben, werden sie schrittweise saniert. Das Augustabad (Hausnummern 60/61) mit medizinischen, russischen und römisch-irischen Bädern wurde vor 1877 eröffnet und bestand bis mindestens 1914. In den Jahren 1901/1902 befand sich für einige Monate das Bunte Theater, eine Kleinkunstbühne Ernst von Wolzogens, in der Köpenicker Straße 68. Wolzogen hatte dort für sein Kabarett Überbrettl angemietete Räumlichkeiten von August Endell im Jugendstil umbauen und ausstatten lassen. Zwar gab Wolzogen die am 28. November 1901 eröffnete Bühne wegen finanzieller Probleme bereits im Frühjahr 1902 wieder auf, die Räumlichkeiten wurden aber weiterhin für Theater genutzt und nach einem erneuten Umbau waren sie ab 1910 für drei Jahre unter dem Namen Neues Volkstheater Heimat der Neuen Freien Volksbühne.

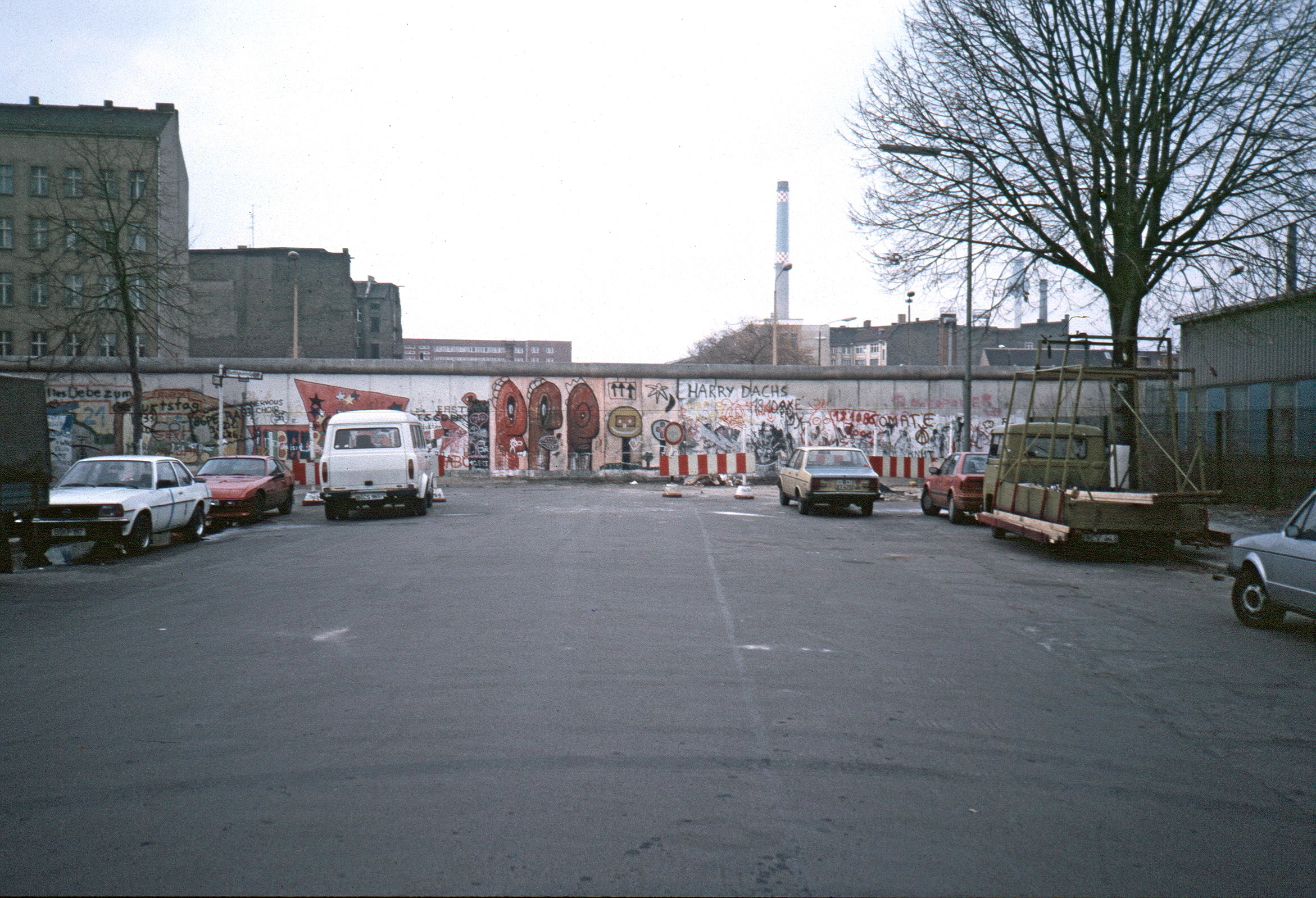
Berliner Mauer auf der Köpenicker Straße, 1986

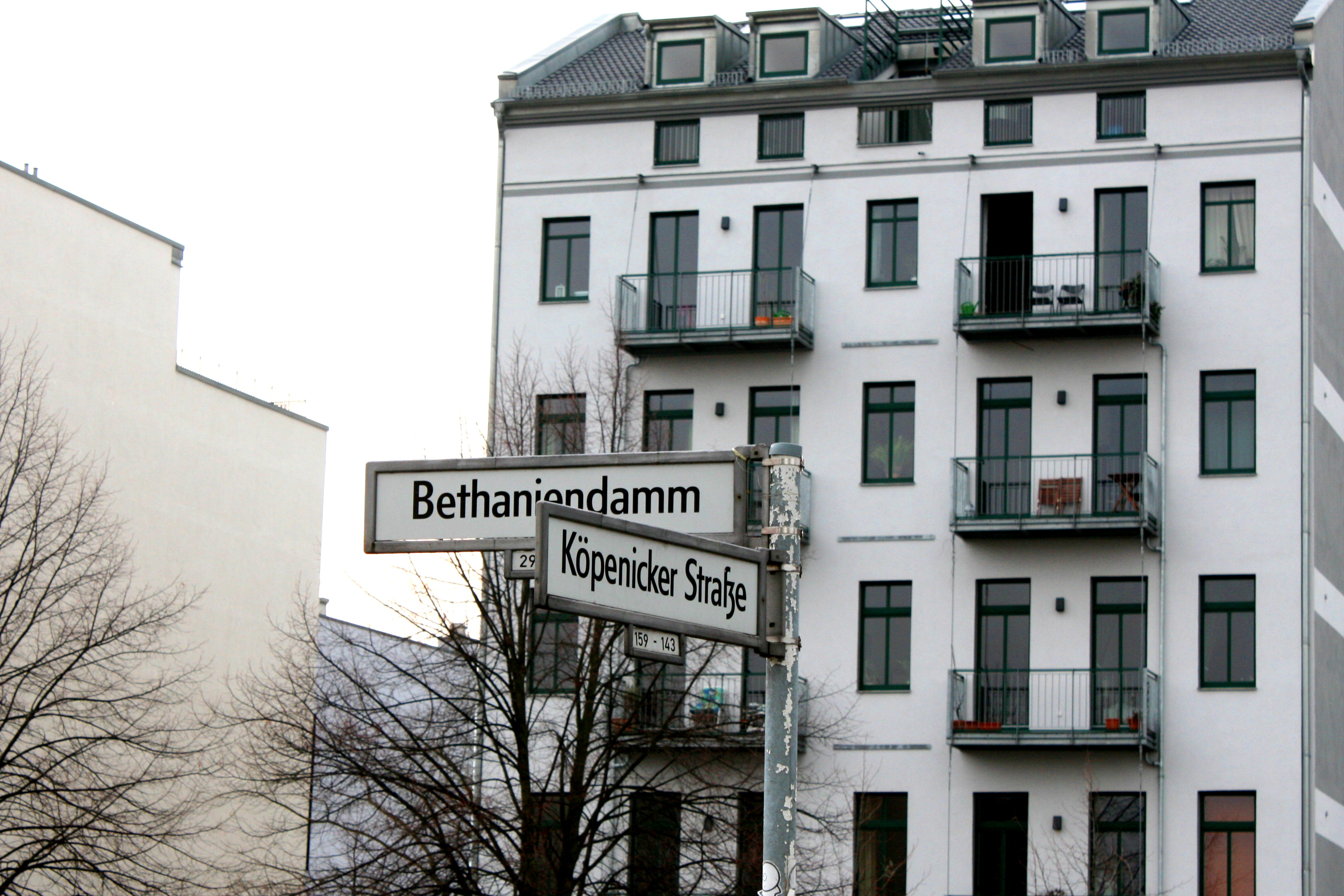
An der Kreuzung Bethaniendamm und Köpenicker Straße teilte die Berliner Mauer die Köpenicker Straße, seit 2001 verläuft hier die Bezirksgrenze zwischen Mitte und Friedrichshain-Kreuzberg

### 1945–1990
Nach dem Zweiten Weltkrieg lag der Abschnitt der Köpenicker Straße nordwestlich des Bethaniendamms auf dem Gebiet des sowjetischen Sektors, gehörte also zu Ost-Berlin, während der auf Kreuzberger Territorium liegende Teil südöstlich des Bethaniendamms auf dem Gebiet des amerikanischen Sektors lag und in der Viersektorenstadt zu West-Berlin gehörte. Von 1961 bis 1990 teilte die Berliner Mauer in Höhe des Bethaniendamms die Köpenicker Straße. Im Verlauf der Köpenicker Straße gab es vor dem 12. April 1990 keinen Grenzübergang.

### Seit 1990
Nach der deutschen Wiedervereinigung siedelten sich an der Köpenicker Straße und in deren näherer Umgebung Nachtclubs, Bars und Start-ups an, die unter anderem die alten nicht mehr verwendeten Fabrikgebäude nutzen. Beispielsweise befindet sich der KitKatClub seit 2007 unweit des nordwestlichen Endes der Köpenicker Straße, wo er sich Räumlichkeiten mit dem Sage Club teilt. Der Wrangelkiez, in unmittelbarer Nähe des südöstlichen Endes, gilt inzwischen als Szeneviertel mit mehreren Clubs und Bars. Der Techno-Club Tresor wurde am 25. Mai 2007 in Räumen des stillgelegten Kraftwerks in der Köpenicker Straße 59–73 etwa zwei Jahre nach seiner Schließung im Jahr 2005 wiedereröffnet. Bereits 1988 befand sich der Techno-Club Ufo für etwa ein Jahr in der Köpenicker Straße nahe dem Schlesischen Tor. Seit 1990 gibt es das Wohnprojekt und Kulturzentrum Köpi, das auch nach dieser Straße benannt ist, in der Köpenicker Straße 137.

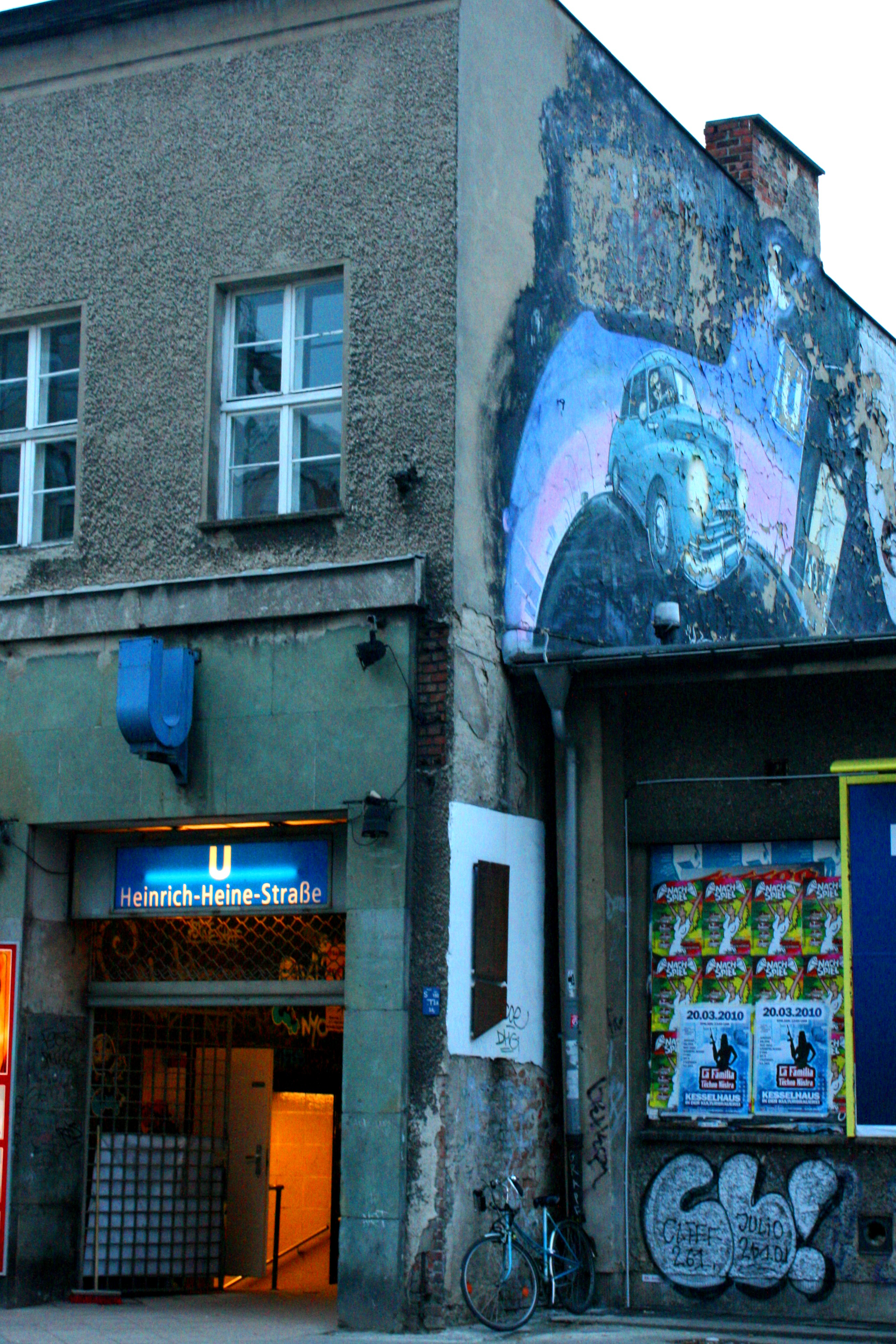
Eingang zum U-Bahnhof Heinrich-Heine-Straße an der Köpenicker Straße

Zwischen der südlichen Köpenicker Straße und der Spree befindet sich ein altes Industrie- und Gewerbegebiet. Ansässige Firmen sind beispielsweise Zapf Umzüge und Einrichtungen der BEHALA.

## Baudenkmale im Verlauf der Köpenicker Straße

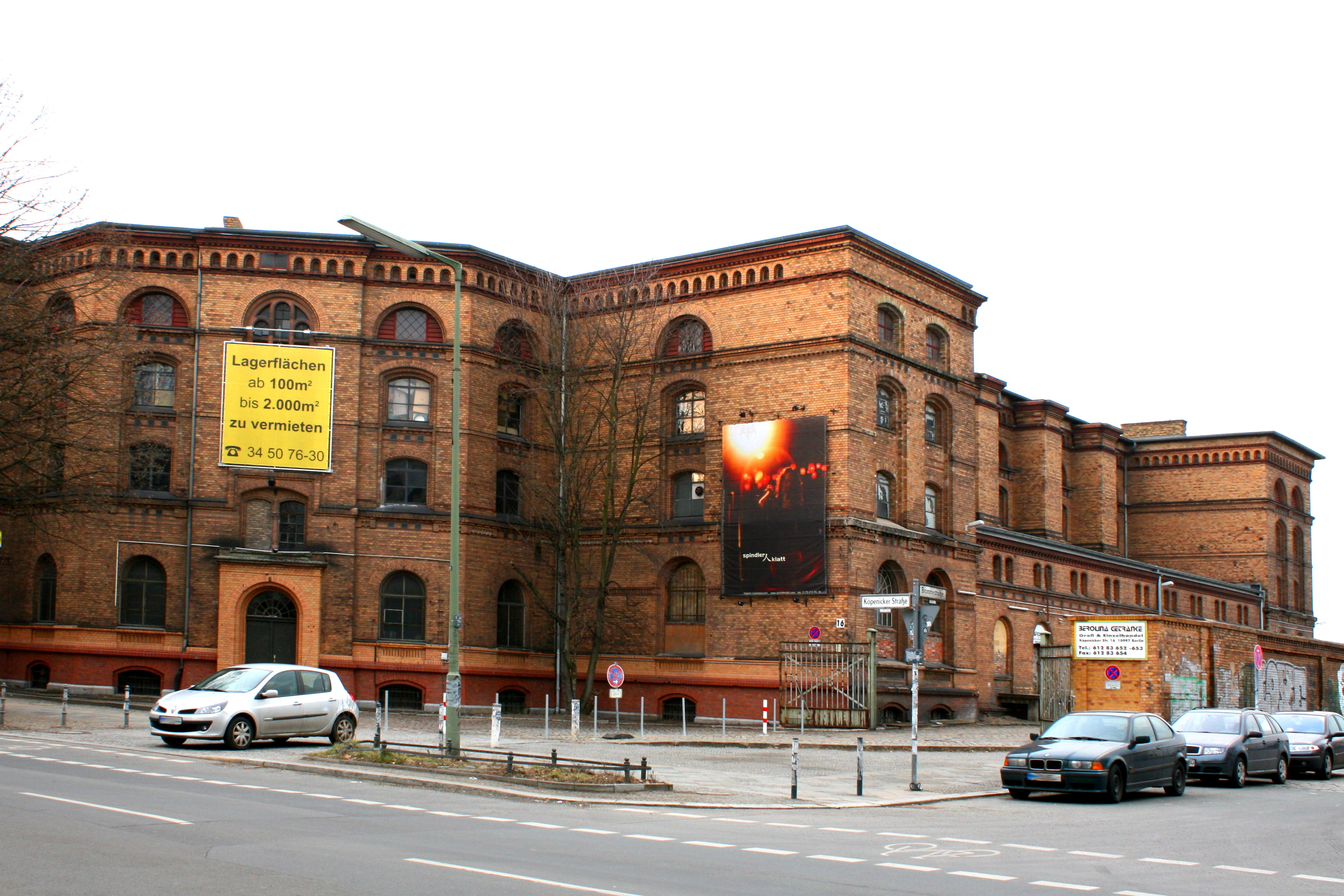
Köpenicker Straße 16: Baudenkmal Bäckerei des Garde du Corps

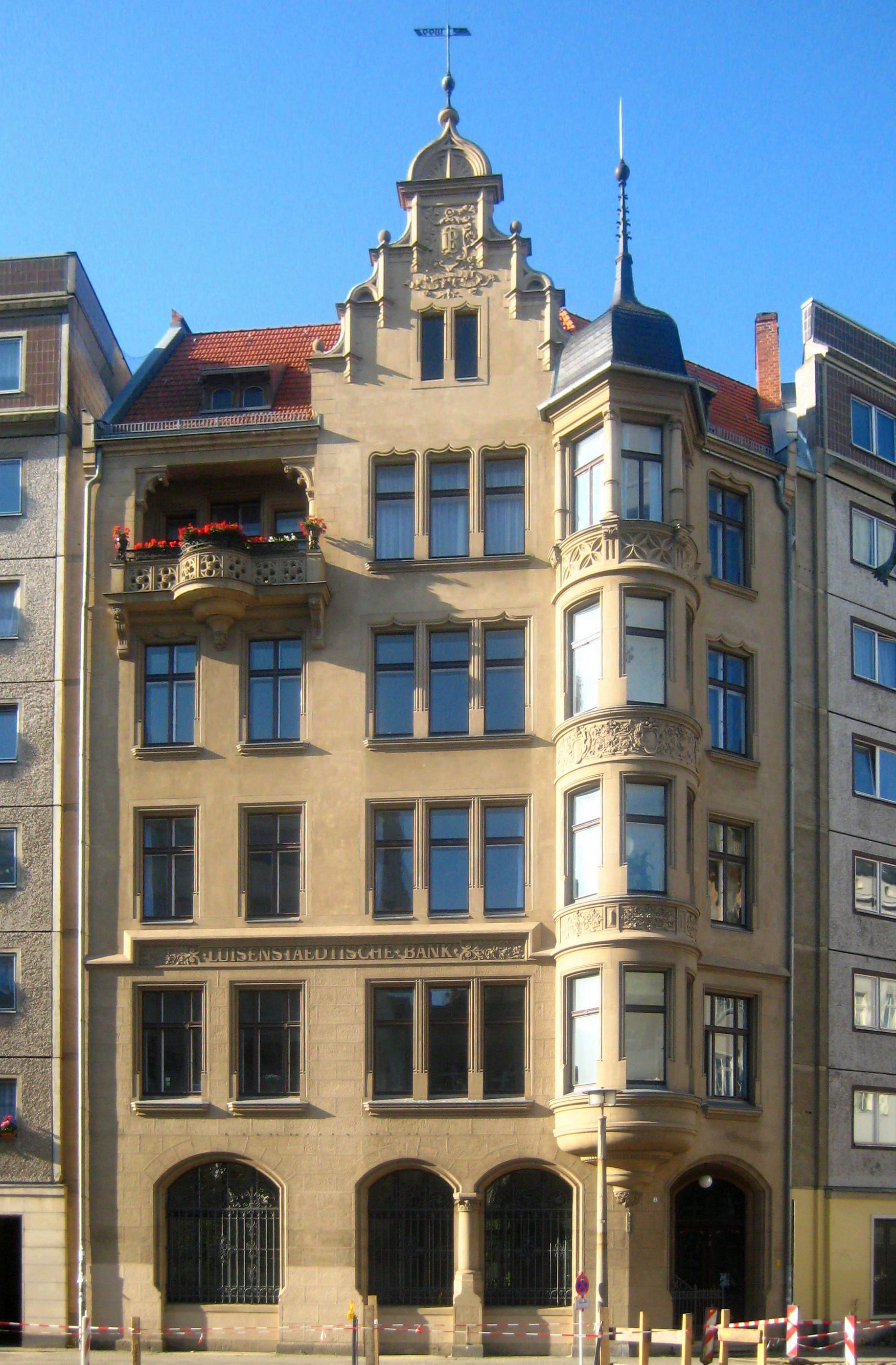
Bankgebäude, Köpenicker Straße 95

Im Verlauf der Köpenicker Straße stehen mehrere Baudenkmale, die in die Berliner Denkmalliste gelistet sind. Diese werden folgend ihren Hausnummern nach geordnet vorgestellt.
- Hausnummern 7–10 und 183/184, Ensemble Köpenicker Straße: Mietshäuser, Fabrik und Gewerbehof[13]
- Hausnummern 16/17, Baudenkmal Bäckerei des Garde du Corps (1890),[14] in der NS-Zeit Heeresproviantamt[15]
- Hausnummer 20, ehemalige Velvet-Fabrik (1852, 1868, 1883)[16]
- Hausnummern 22, Viktoria-Speicher I[17]
- Hausnummern 40/41, Eisfabrik der Norddeutschen Eiswerke A. G.[6]
- Hausnummer 79, U-Bahnhof Heinrich-Heine-Straße[1]
- Hausnummern 93/94 Wohnhäuser[18]
- Hausnummer 95, ehemalige Luisenstädter Bank (1899)[19]
- Hausnummer 122, Teil des ehemaligen Postamtes 16 sowie Magazin- und Werkstattgebäude (1895)[20]
- Hausnummer 125, ehemalige Feuerwache Luisenstadt (1866),[21] heutige Nutzer sind das Sozialwissenschaftliche Forschungszentrum und weitere kleine Unternehmen.
- Hausnummer 126, Viktoriahöfe (1910)[22]
- Hausnummern 146/147, Industriehof (1882)[23]
- Hausnummern 152/153, Wohnhäuser[24]
- Hausnummer 174, Treppenhaus[25]
- Hausnummer 190–193, Seniorenwohnhaus[26]
- Hausnummer 194, Wohnhaus[27]

## Namensschwestern
Im Stadtgebiet von Berlin gibt es neben dieser über zwei Bezirke verlaufenden Straße noch vier weitere Verkehrswege, die den Namen Köpenicker Straße haben. Diese befinden sich
- im Bezirk Marzahn-Hellersdorf, Ortsteil Biesdorf,
- im Bezirk Neukölln, Ortsteil Rudow,
- im Bezirk Treptow-Köpenick, Ortsteile Adlershof und Altglienicke sowie
- im Bezirk Treptow-Köpenick, Ortsteil Johannisthal.

Auch in diesen Straßen, die ihren Namen vom Verlauf nach Köpenick erhalten haben, gibt es mehrere Baudenkmale.